# Laura Martínez del Río
Laura Martínez del Río (l'Hospitalet de Llobregat, 1987) coneguda artísticament  com a Laura del Río, és una soprano i actriu d'òpera film catalana.
Llicenciada en Arquitectura Tècnica, compaginar la professió d'arquitecta tècnica amb els estudis de Grau Professional de Piano, fins que amb la crisi immobiliari del 2008-2014, es veié obligada a deixar d'exercir com arquitecta tècnica i decideix estudiar el Grau Superior de Música. Realitzà un màster en educació, i compaginar els estudis de música amb la feina de professora de plàstica i música.
El curs 2016-2017, finalitzà els seus Estudis Superiors de Cant com a soprano lírica, al Conservatori Superior de Música del Liceu, amb Carmen Bustamante, on fou finalista dels Premis Extraordinaris. Des de aleshores, ha estudiat amb Grans Mestres, entre els quals destaquen noms com Dolora Zajick, Carlos Álvarez, Joan Pons o Teresa Berganza.
L'abril de 2018, guanya el Segon Premi al 36è Concurso Internacional de Canto Ciudad de Logroño, dins de la categoria de Veus Femenines.
Fou finalista del 56è Concurs Tenor Viñas (2018-2019), on aconseguir tres premis: el Premi Fundació Agbar, el Premi al millor cantant català i la Borsa d'estudis Ferrer-Salat.
L'estiu de 2019, va participar al concurs Hans Gabor Belvedere, un dels més prestigiosos per a joves cantants d'òpera d'arreu del món que es fa a Àustria.
Debutà sobre els escenaris com a Violetta a La traviata, de Verdi, en el Palau de la Música Catalana.
Entre les seves actuacions, destaquen les interpretacions de rols com: Lauretta en l'òpera Gianni Schicchi de Puccini a Berlin, Donna Elvira de Don Giovanni i Musetta de La Bohème en el Teatre Campoamor, Rowan de The Little Sweep a l'Auditori de Tenerife, Susanna de Les noces de Fígaro, Madama Butterfly de Madama Butterfly, o Marina en l'òpera de Marina d'Emilio Arrieta, així com la seva interpretació de Rosa en la sarsuela de Maruxa de Vives i La Coribanti en L'impresario in angustie de Cimarosa, Marola de La tabernera del puerto, Carolina de Luisa Fernanda, Alfonsina d'Il convito, Sacerdotessa d'Aida entre d'altres.
Ha realitat diversos recitals lírics en l'àmbit nacional i internacional, entre els quals destaquen: Tutto Opera, al Palau de la Música Catalana, Mans a l'òpera al Teatre del Liceu, La traviata a l'Auditori de Fuerteventura, concert d'òpera i sarsuela a l'Auditori Alfredo Kraus de Las Palmas o el concert líric en el Festival MUSEG de Segòvia.
Participà durant els mesos de setembre i octubre de 2022, juntament amb el baríton Massimo Simeoli i el pianista Maurizio Colacicchi, en la gira de concerts per les localitats italianes de Zagarolo, Verona i Roma, en homenatge al director d'escena José Luis López Expósito.
Tot i els concerts realitzats per Itàlia, no serà fins a la tardor  del 2023, que la soprano hospitalenca, donà el salt al món operístic italià, amb el debut de dues operes: Cavalleria rusticana de Pietro Mascagni i la seva seqüela Dodici anni dopo del compositor Mario Menicagli, al Teatro Chiabrera de Savona. Li seguí, el desembre del mateix any, amb la representació de Cavalleria rusticana al Teatre Goldoni de Liorna.
Per la celebració del 72è aniversari del naixement del Rei de Tailàndia, al juliol de 2024, Laura del Río, viatjà a Tailàndia, per interpretar Madama Butterfly a l'Auditori Principal del Centre Cultural de Tailàndia, a Bangkok, amb la música de l'Orquestra Simfònica Reial de Bangkok.
Al setembre del mateix any, durant el Festival Palermo Classica, interpretà Donna Elvira a l'òpera Don Giovanni, de Wolfgang Amadeus Mozart, a l'Steri Concert Hall de Palerm (Sicília), sota la direcció del mexicà Roberto Beltrán-Zavala, amb la participació de la Palermo Classica Symphony Orchestra i el cor Cantate Omnes, i compartint escenari amb el baríton Michael Borth en el paper de Don Giovanni, Oscar Marin Reyes com a Il Commendatore, i la soprano Noemi Umani com a Donna Anna, entre d'altres.
Durant l'estiu del 2024 s’estrenà com actriu en una pel·lícula Òpera, on interpretarà a Lola a l'òpera Dodici anni dopo, continuació de Cavalleria rusticana. La pel·lícula, que es va fer a Livorno, Itàlia, en què va participar amb el rol d'actriu i de cantant, s’estrenà al Teatre Goldoni de Livorno.

## Reconeixements i premis[3][4]
Al llarg de la seva trajectòria ha aconseguit nombrosos reconeixements, sent guanyadora de:
- Premi Sevilla Ciutat de l'Òpera
- 2n Premi del Concurs Internacional de Cant Ciutat de Logronyo
- Premi Fundació Agbar, Premi al millor cantant català i Borsa d'estudis Ferrer-Salat del 56è Concurs Tenor Viñas
- 1r Premi del Certamen de Sarsuela de Valleseco
- 2n Premi del Concurs Internacional de Música de les Corts
- Premi Millor Interpretació Obra Espanyola del Certamen Internacional de Joves Intèrprets Pedro Bote.
- Premi del Públic del Concurs Musical Arjau.
- Finalista al Centre de Perfeccionament Plácido Domingo
- Finalista Concurs Mirabent i Magrans de Sitges.